# Манаус (футбольный клуб)
«Мана́ус» (порт.-браз. Manaus Futebol Clube) — бразильский футбольный клуб, представляющий город Манаус, административный центр штата Амазонас. С 2020 года выступает в .

## История
Клуб был основан 5 мая 2013 года бывшим президентом «Насьонала» Луисом Митозо. В первый же год команда выиграла Второй дивизион чемпионата штата Амазонас и дебютировала в элите в 2014 году. Впервые чемпионом штата «Манаус» стал в 2017 году, и в следующие два года команда подтверждала звание сильнейшей команды Амазонаса.
В 2018 году команда дебютировала в Серии D чемпионата Бразилии, где сумела занять 7-е место, остановившись в одном шаге от выхода в Серию C, уступив в 1/4 финала в серии пенальти «Императрису». В том же году «Манаус» дебютировал в Кубке Бразилии, однако не смог преодолеть первую стадию, сыграв вничью в домашнем матче с «ССА Масейо» — 2:2. «Манаус» не сумел реализовать пенальти в конце матча и вылетел из Кубка, поскольку по регламенту на ранних стадиях результативная ничья засчитывалась в пользу гостевой команды.
В следующем году «Манаус» впервые в своей истории сумел добиться выхода в Серию C чемпионата Бразилии. В четвертьфинале команда обыграла «СЭР Кашиас» по сумме двух матчей — 0:1 и 3:0. Во время ответного матча 1/4 финала на стадионе «Арена да Амазония» был установлен рекорд посещаемости — 44 121 зритель. Представитель штата Амазонас вышел в бразильскую Серию C впервые за 20 лет.
Обычно домашние матчи «Манаус» проводит на стадионе «Измаэл Бениньо», вмещающем 10 тыс. зрителей. Однако для более статусных матчей команда использует главный стадион штата — «Арена да Амазония», способной вместить более 44 тыс. зрителей.

## Статистика выступлений в чемпионате Бразилии
| Выступления в чемпионатах Бразилии |          |       |
| Год                                | Дивизион | Место |
| 2018                               | Серия D  | 7-е   |
| 2019                               | Серия D  | 2-е   |
| 2020                               | Серия C  | 10-е  |
| 2021                               | Серия C  | 7-е   |
| 2022                               | Серия C  | 13-е  |

## Достижения
- Чемпион штата Амазонас (5): 2017, 2018, 2019, 2021, 2022